# Saskatschewan
Saskatschewan [səsˈkɛtʃivn̩], in Österreich Rote Reiter von Kanada, (Originaltitel: Saskatchewan) ist ein US-amerikanischer Western der Produktionsfirma Universal International Pictures aus dem Jahr 1954 von Raoul Walsh mit Alan Ladd und Shelley Winters in den Hauptrollen. Der Film wurde im Banff-Nationalpark in Kanada gedreht, unweit des Quellgebiets des Saskatchewan River.

## Handlung
Der kanadische Mounty Thomas O’Rourke reitet in zivil und in Begleitung seines indianischen Freundes Cajou durch die kanadischen Rocky Mountains zu einem Fort. Unterwegs werden beide aus einem Hinterhalt beschossen, wie sich herausstellt, von einer Frau ohne Begleitung namens Grace Markey. Sie beteuert, ihre Gesellschaft sei von Indianern überfallen und massakriert worden. Zu dritt erreichen sie schließlich das Lager. Mittlerweile uniformiert, erhält O’Rourke vom Lagerkommandanten den Befehl, seinem Freund und Begleiter das Gewehr abzunehmen, da den Indianern Schusswaffen verboten seien. O’Rourke fügt sich widerwillig dem Befehl und erhält das Gewehr, wodurch er sich seinen bisherigen Freund zum Feind macht. Anschließend kommt ein US-Marshal mit einem Haftbefehl für Grace wegen Mordes ins Lager. Er nimmt sie fest und bricht zusammen mit einem Trupp, dem auch O’Rourke angehört, auf in Richtung USA.
Unterwegs provoziert der Marshal die Feindschaft der umliegenden Indianerstämme, indem er einen Indianer nach einem Streit um ein Gewehr erschießt. Auch macht er sich bei seiner Gefangenen und O’Rourke unbeliebt, als er einen verletzten Mounty zurücklassen will, um nicht aufgehalten zu werden. Nach anfänglicher Insubordination O’Rourkes seinem Kommandeur gegenüber, zeigt sich dieser O’Rourke gegenüber zunehmend wohlwollend in Anerkennung dessen Selbstlosigkeit im Einsatz gegen den verschlagenen Marshal. Als sich der Trupp von allen Seiten von Indianern umringt und in die Enge getrieben sieht, spitzt sich der Konflikt zwischen O’Rourke und dem Marshal zu, nachdem dieser die Unschuld Graces und die eigene Täterschaft eingestanden hat. Er bedroht O’Rourke und wird von dessen Kommandeur in Notwehr erschossen. Anschließend muss die Truppe vor den anrückenden vereinigten Roten fliehen. Doch die Stämme der Sioux unter Häuptling Sitting Bull und der Crees unter Häuptling Adlerauge beargwöhnen sich, und so kann O’Rourke die Cree von seinen guten Absichten überzeugen und erhält nach Zusage von Waffenlieferungen freien Abzug, zum Verdruss Cajous.
Wieder im Fort angekommen, wird er ob dieser Eigenmächtigkeit verhaftet und zu seinen ebenfalls bereits internierten Mannen gesperrt. Der Fortkommandant lässt indessen gegen die Sioux ausrücken. Cajou, inzwischen von seinem Wohlwollen überzeugt, verhilft ihm jedoch in Hoffnung auf die Waffen zur Flucht, die er den Cree dann auch liefert, während die Fortbesatzung von den Sioux, vor denen O’Rourke den Kommandanten noch gewarnt hatte, beinahe völlig aufgerieben wird. Doch die nunmehr aufgerüsteten Cree kommen ihnen im Verein mit O’Rourke zu Hilfe. Am Ende versöhnen sich dieser und Cajou endgültig wieder.

## Kritik
Der film-dienst sah „lebendige Kampfszenen und schöne Landschaftsbilder in einem abenteuerlichen Indianerwestern“, während Cinema von einer „prachtvollen Pferdeoper“ sprach.

## Synchronisation
Die deutsche Synchronisation erfolgte mit folgenden Sprechern:
| Darsteller      | Sprecher         | Rolle              |
| --------------- | ---------------- | ------------------ |
| Alan Ladd       | Wilhelm Borchert | Thomas O’Rourke    |
| Shelley Winters | Gisela Trowe     | Grace Markey       |
| J. Carrol Naish | Clemens Hasse    | Batouche           |
| Jay Silverheels | Herbert Stass    | Cajou              |
| Hugh O’Brian    | Friedrich Joloff | Carl Smith         |
| Richard Long    | Klaus Miedel     | Patrick J. Scanlon |
| Anthony Caruso  | Benno Hoffmann   | Spotted Eagle      |

## Sonstiges
Der Film kam am 30. März 1954 in die US-Kinos. Kinostart in Deutschland war am 1. Oktober 1954. Die Erstausstrahlung im deutschen Fernsehen war am 18. Januar 1968 in der ARD.